# Cryphia mendacula
Cryphia mendacula är en fjärilsart som beskrevs av Jacob Hübner 1818. Cryphia mendacula ingår i släktet Cryphia och familjen nattflyn. Inga underarter finns listade i Catalogue of Life.